# Jorge Ebanks
Jorge Arturo Ebanks (ur. 2 marca 1986) – kajmański koszykarz, uczestnik Mistrzostw Karaibów w Koszykówce mężczyzn 2011.
W 2011 roku wziął udział w Mistrzostwach Karaibów, gdzie reprezentacja Kajmanów zajęła ostatnie, 9. miejsce. Podczas tego turnieju wystąpił w czterech meczach, w których zdobył pięćdziesiąt punktów (był najlepiej punktującym zawodnikiem swojej drużyny). Zanotował także jedenaście asyst, jedenaście przechwytów, dziesięć zbiórek defensywnych i osiem zbiórek ofensywnych. Ponadto miał także dwanaście fauli. W sumie na parkiecie spędził około 134 minut.